# Ann Beach
Ann Beach (Wolverhampton, 7 giugno 1938 – Londra, 9 marzo 2017) è stata un'attrice britannica.

## Biografia
Sposata con il direttore d'orchestra e produttore televisivo Francis Coleman, è madre delle attrici Charlotte Coleman (morta nel 2001) e Lisa Coleman. È ricordata principalmente per il personaggio di Sonia Barrett, vicina della porta accanto nella serie televisiva britannica Fresh Fields, interpretata da Julia McKenzie e Anton Rodgers. 
All'età di 16 anni vinse una borsa di studio per frequentare la Royal Academy of Dramatic Art (RADA). Dopo aver lasciato la scuola, andò in tour con la compagnia dell'attore Frankie Howerd, e successivamente a Londra, dove recitò nella parte di "Beth" nell'omonima commedia di Emlyn Williams, che non fu un successo ma le consentì di lavorare in televisione, fino a quando tornò nella compagnia Theatre Workshop del Theatre Royal Stratford East. 
Nel 1999 venne scritturata per interpretare la madre di William (Hugh Grant) nella commedia Notting Hill; tuttavia la sua parte venne significativamente ridimensionata.

## Filmografia parziale
- La città dei morti (The City of the Dead), regia di John Llewellyn Moxey (1960)
- A 077, dalla Francia senza amore (On the Fiddle), regia di Cyril Frankel (1961)
- La signora sprint (The Fast Lady), regia di Ken Annakin (1962)
- Hotel Paradiso, regia di Peter Glenville (1966)
- Sebastian, regia di David Greene (1968)
- Under Milk Wood, regia di Andrew Sinclair (1972)
- Sua maestà viene da Las Vegas (King Ralph), regia di David S. Ward (1991)
- Notting Hill, regia di Roger Michell (1999)